# درويش ياسين البغدادي
درويش بن ياسين وهو خطاط بارع من أتباع الطريقة القادرية الصوفية، ولد ونشأ في بغداد، وأخذ إجازات العلم على علماء عصرهِ، وتعلم الخط في صغرهِ وكان حسن الخط يجيدهُ بضروبهِ النسخ والثلث إجادة تامة، ومن آثارهِ الخطية رسالة ابن زيدون من مخطوطات مكتبة الأوقاف العامة في بغداد، وقد كتب في آخرها: (تم نسخها على يد أفقر الورى درويش ياسين البغدادي مولداً ومنشئاً والحنفي مذهباً والقادري طريقة، في شهر ربيع الأول سنة 1153هـ)، ولقد تخرج عليه الكثير من الخطاطين البغداديين.

## وفاته
توفي الخطاط درويش ياسين في بغداد عام 1174 هـ/1760م.